# Grazia Pierantoni-Mancini
Grazia Pierantoni-Mancini, född den 16 maj 1843 i Neapel, död den 12 maj 1915 i Rom, var en italiensk författarinna. Hon var dotter till statsmannen Pasquale Stanislao Mancini och gifte sig 1868 med juristen Augusto Pierantoni.
Grazia Pierantoni-Mancini offentliggjorde dikter och noveller med mera (Poesie, 1879, ny upplaga 1905; Lidia, 1880, Dalla finestra, 1883, Sul Tevere, 1884, Costanza, 1888, och Nuove poesie, samma år). Hennes skådespel "Äkta man och advokat" utkom 1896 i svensk översättning i samlingsbandet Qvinnoära.